# Louis Bruno Sohn

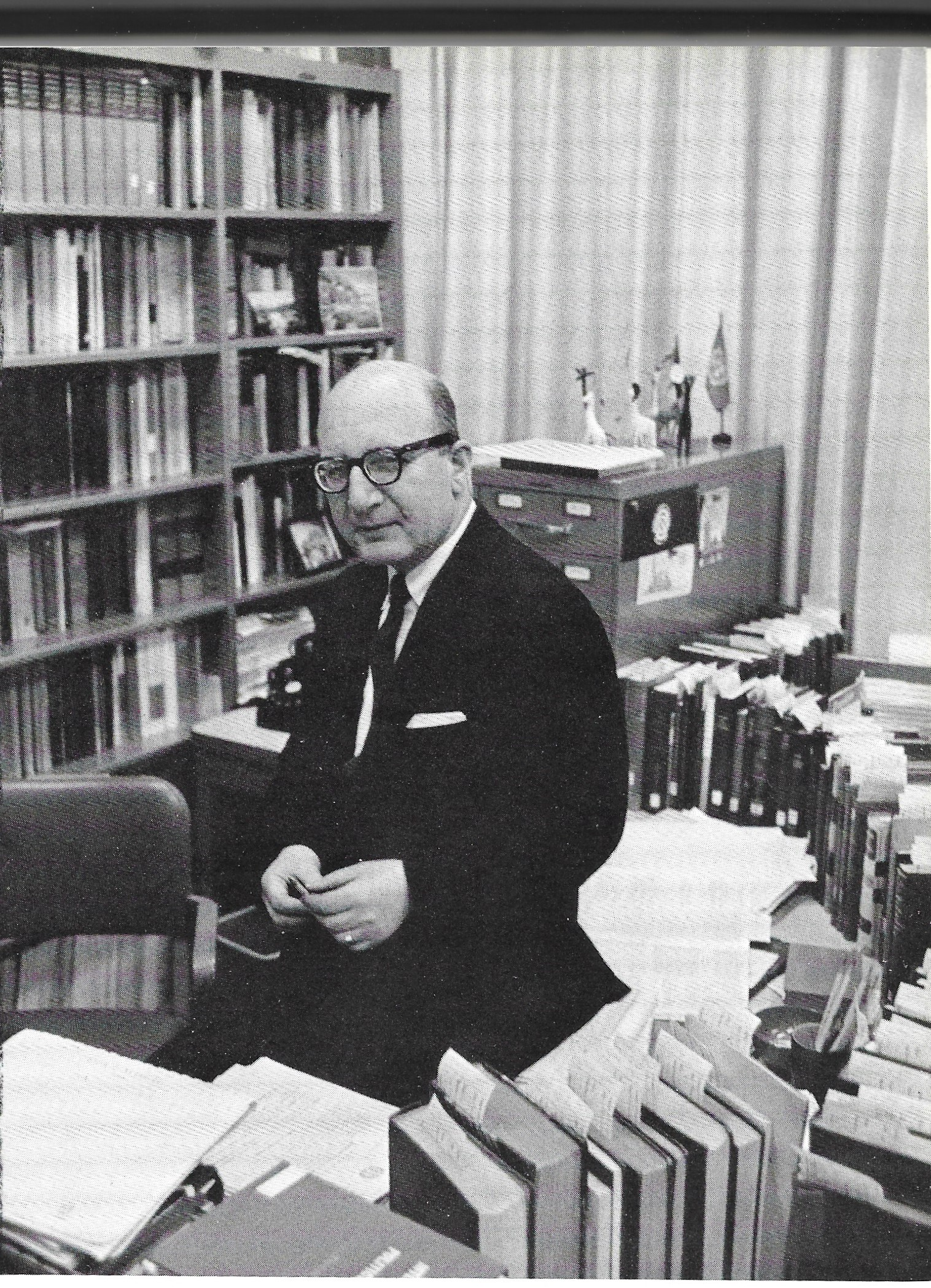
Ludwig B. Sohn (1965)

Louis Bruno Sohn (* 1. März 1914 in Lemberg, heute Ukraine; † 7. Juni 2006 in Falls Church, Virginia), geboren als Ludwig Bruno Sohn, war ein österreichisch-amerikanischer Jurist jüdischer Abstammung, der als Professor für internationales Recht an der Harvard University und an der University of Georgia wirkte. Schwerpunkte seines Interesses waren die Menschenrechte und die Rolle internationaler Organisationen, insbesondere der Vereinten Nationen.

## Leben
Louis Bruno Sohn wurde 1914 in der zur damaligen Zeit zum Landesteil Galizien von Österreich-Ungarn gehörenden Stadt Lemberg als Sohn eines Ärzteehepaares geboren und studierte bis 1935 Rechtswissenschaften an der dortigen Johann-Kasimir-Universität, an deren Institut für internationales Privatrecht er anschließend als wissenschaftlicher Mitarbeiter tätig war. Sein Vater überlebte den Holocaust nur knapp, seine Mutter starb während des ersten Kriegswinters.
Zwei Wochen vor dem Beginn des Zweiten Weltkrieges emigrierte Louis Bruno Sohn in die Vereinigten Staaten, wo er an der juristischen Fakultät der Harvard University im Jahr 1940 einen Abschluss als Master of Laws (LL.M.) erwarb und 1961 zum Doktor der Rechtswissenschaften (S.J.D.) promovierte. Nachdem er ab 1941 als Dozent in Harvard tätig gewesen war, folgte 1951 seine Ernennung zum Assistenzprofessor und zehn Jahre später seine Berufung auf den Bemis-Lehrstuhl für internationales Recht. Von 1974 bis 1982 war er Delegierter der Konferenz, auf der das Seerechtsübereinkommen ausgearbeitet und beschlossen wurde, und wirkte außerdem zweimal als Vertreter der Vereinigten Staaten vor dem Internationalen Gerichtshof.
Nach seiner Emeritierung von der Harvard University im Jahr 1981 wechselte er auf Empfehlung des früheren amerikanischen Außenministers Dean Rusk an die University of Georgia, an der er bis 1991 als Woodruff-Professor für internationales Recht wirkte. Anschließend war er als Distinguished Research Professor an der George Washington University tätig, an deren juristischer Fakultät er das International Rule of Law Center gründete. Von 1998 bis 2000 fungierte er als Präsident der Amerikanischen Gesellschaft für internationales Recht. Bis kurz vor seinen 90. Geburtstag betreute er Studenten und Doktoranden.
Louis Bruno Sohn war 65 Jahre lang verheiratet und starb 2006 in Falls Church an den Folgen eines Schlaganfalls.

## Wirken
Hauptschwerpunkte des Wirkens von Louis Bruno Sohn waren der Bereich der Menschenrechte, die Beilegung internationaler Konflikte sowie die Rolle internationaler Organisationen, vor allem der Vereinten Nationen (UN) und ihrer Institutionen, im Rahmen der politischen und sozialen Weltordnung. Zu den weiteren Rechtsbereichen, denen er sich widmete, zählten das Seerecht, das internationale Umweltrecht sowie die Rüstungskontrolle und die Abrüstung. Sein Mentor in den Vereinigten Staaten war sein Vorgänger als Bemis-Professor in Harvard, Manley Ottmer Hudson, zu seinen Schülern zählte beispielsweise Thomas Buergenthal, der wie Sohn aufgrund seiner jüdischen Abstammung aus Europa in die Vereinigten Staaten geflohen war.
Louis Bruno Sohn galt als Befürworter internationaler Institutionen und als leidenschaftlicher Unterstützer der Vereinten Nationen. Er nahm 1945 an der Gründungskonferenz der UN in San Francisco teil, in deren Rahmen er an der Ausarbeitung von Teilen der UN-Charta beteiligt war. Bereits 1958 veröffentlichte er mit dem Werk „World Peace Through World Law“ eine Reihe von Vorschlägen zu einer Reformation der Vereinten Nationen und ihrer Institutionen. Seine Ideen betrafen beispielsweise eine Verteilung der Stimmen in der UN-Vollversammlung entsprechend der Bevölkerungszahl der Mitgliedsländer, die Umwandlung des UN-Sicherheitsrates in einem Exekutivrat ohne Veto-Recht der einzelnen Mitglieder, die Weiterentwicklung der UN zu einer Weltregierung mit einem Budget von mehr 35 Milliarden US-Dollar und die Errichtung einer ständigen Friedenstruppe mit rund 400.000 Soldaten.
Darüber hinaus zählte er zu den ersten Juristen, die der Allgemeinen Erklärung der Menschenrechte verbindlichen Charakter zusprachen. Auf seine Initiative ging die von der Internationale Konferenz über Menschenrechte von Teheran im Jahr 1968 verkündete Proklamation zurück, welche die UN-Menschenrechtscharta als das „gemeinsame Verständnis der Völker der Welt von den unveräußerlichen und unverletzlichen Rechten aller Mitglieder der menschlichen Familie“ bezeichnete.

## Auszeichnungen
Louis Bruno Sohn wurde als einer der herausragendsten Juristen seiner Zeit im Bereich des internationalen Rechts angesehen. Der damalige UN-Generalsekretär Kofi Annan würdigte ihn in einer Erklärung als „bedeutende Persönlichkeit in der Geschichte der Vereinten Nationen und des Völkerrechts“ sowie als „Stimme der Vernunft und als Quelle von Weisheit“.
1964 wurde Sohn in die American Academy of Arts and Sciences gewählt. Er erhielt Ehrendoktorate verschiedener Universitäten, den Leonard-J.-Theberge-Preis der Amerikanischen Anwaltsvereinigung sowie 1996 die Manley-O.-Hudson-Medaille, die höchste Auszeichnung der Amerikanischen Gesellschaft für internationales Recht. Im Jahr 1991 wurde er in das Institut de Droit international aufgenommen. Das Center for International Environmental Law verlieh ihm 2003 den erstmals vergebenen International Environmental Law Award für seine Beiträge zum internationalen Umweltrecht.
Nach ihm benannt ist der Louis-B.-Sohn-Preis, der von der Sektion für internationales Recht der American Bar Association verliehen wird.

## Werke (Auswahl)
- Basic Documents of the United Nations. London 1956
- World Peace Through World Law. Cambridge, MA 1958
- Cases on United Nations Law. New York 1967
- Basic Documents of African Regional Organizations. New York 1971
- International Organization and Integration. Dordrecht 1986